# Gamō Katahide
Gamō Katahide est un nom japonais traditionnel ; le nom de famille (ou le nom d'école), Gamō, précède donc le prénom (ou le nom d'artiste).
Gamō Katahide (蒲生 賢秀, 1534-26 mai 1584) est un daimyo de la période Sengoku à la période Azuchi Momoyama. Fils ainé de Gamō Sadahide, c'est un obligé du clan Oda. Son fils, Gamō Ujisato, devient daimyo du domaine d'Aizu.

## Source de la traduction
- (en) Cet article est partiellement ou en totalité issu de l’article de Wikipédia en anglais intitulé « Gamō Katahide » (voir la liste des auteurs).